# 沖野るせり
沖野 るせり（おきの るせり、2001年8月24日 - ）は、北海道出場の元女子サッカー選手。現役時代のポジションはミッドフィルダー。女子サッカー選手の沖野くれあは実姉。

## 経歴

### ユース
常盤木学園高等学校でプレー。

### ニッパツ横浜FCシーガルズ
2020年、当時なでしこリーグ2部に所属していたニッパツ横浜FCシーガルズに加入。
2021年シーズン限りで現役引退を発表した。

### 現役引退後
2022年6月、アスリートに対してフィジカル強化などをサポートしている株式会社F&Vに入社した。

## 所属歴
- 緑FCリベロ/中央FCファンタジスタ
- クラブフィールズリンダ
- 常盤木学園高等学校
- 2020年 - 2021年 ニッパツ横浜FCシーガルズ

## タイトル

### チーム

#### 常盤木学園高等学校
2018年 全国高等学校総合体育大会サッカー競技大会(女子の部)